# Aškenazi
Aškenázi (hebrejsko אַשְכְּנַזִים, v prevodu: »Nemci«) so judovska etnična skupina, katere predniki izvirajo z območja severne, zahodne in vzhodne Evrope iz časa zgodnjega srednjega veka. Poleg sefardskih Judov, ki so zgodovinsko naseljevali zlasti Španijo in severno Afriko, Aškenazi predstavljajo največjo judovsko etnično skupino. Aškenazi v dobesednem prevodu iz hebrejščine sicer pomeni »nemški Judje«. K Aškenazom so kasneje pričeli prištevati še ostale Jude Zahodne Evrope, poimenovanje pa je ostalo enako, saj je Nemčija predstavljala jedro judovske teologije.
Mnogi Aškenazi so se preselili v vzhodno Evropo, zlasti na Poljsko, Madžarsko, v Rusijo, Litvo, Ukrajino in ostale dele vzhodne Evrope. Med 11. in 19. stoletjem so na omenjenem območju oblikovali velike skupnosti, katerih osrednji jezik je bil jidiš. Najštevilčnejše skupnosti so bile na območju nekdanjih držav Sovjetske zveze in Poljske. Na prelomu v 20. stoletje so Judje ustvarjali 74 % prebivalcev v Pinsku, 65 % v Brestu, 52 % v Minsku, 41 % v Vilni, 39,9 % prebivalcev v Dnjepropetrovsku in 34 % v Varšavi. Popis iz leta 1926 navaja, da Judje predstavljajo 36,5 % prebivalcev v Odesi, 31,9 % v Lvovu 27,3 % v Kijevu in 19,5 % v Harkovu. Zlasti v vzhodni Evropi je do holokavsta obstajalo veliko krajev in manjših območij, ki so bili večinsko judovski.
Evropski Judje so bili od 17. in 18. stoletja dalje pogosto izolirani v getih. Velika porast antisemitizma, ki se je pričela v carski Rusiji in širila na zahod Evrope, je povzročila masovne selitve Aškenazov v Združene države Amerike ter buditev ideje o judovski domovini. Na začetku 20. stoletja so Jude v vzhodni Evropi prizadejali masovni pogromi, ki so iztrebili celotne judovske skupnosti. Po koncu holokavsta je v številnih skupnostih, ki so nekoč štele več 100.000 Judov, preživelo le nekaj deset oseb.
Aškenazi naj bi danes po ocenah šteli med 8 in 11,2 milijona pripadnikov po svetu. 5 do 6 milijonov od Aškenazov živi v ZDA.

## Aškenaška inteligenca
Več strokovnjakov, antropologov, sociologov in biologov je raziskovalo inteligenco Aškenaških Judov. Po izsledkih raziskav naj bi bili Aškenazi najpametnejši narod; povprečni inteligenčni količnik se giblje okoli 100, medtem ko med Aškenazi znaša 112 - 115.